# Фёдоровка (Близнюковская поселковая община)
Федоровка (укр. Федорівка), село,
Верхнесамарский сельский совет,
Близнюковский район,
Харьковская область.
Код КОАТУУ — 6320682005. Население по переписи 2001 г. составляет 113 (51/62 м/ж) человек.

## Географическое положение
Село Федоровка находится на правом берегу реки Опалиха, за 5 км от места впадения её в реку Самара, есть мост.
Примыкает к сёлам Доброволье и Павловка.

## История
- 1775 — дата основания.

## Экономика
- В селе есть птице-товарная ферма.